# St. Jobst
St. Jobst (nürnbergisch: Jobsd) ist ein Stadtteil der kreisfreien Stadt Nürnberg und der Name des Statistischen Bezirks 90. St. Jobst gehörte seit 1813/18 zu Erlenstegen und wurde 1899 nach Nürnberg eingemeindet.

## Geographie

### Lage
St. Jobst liegt im Osten von Nürnberg an der Bahnstrecke Nürnberg–Irrenlohe und an der Bundesstraße 14 (Äußere Sulzbacher Straße). Im Süden fließt die Pegnitz vorbei, die den Wöhrder See speist.
Die kleinräumliche Gliederung unterteilt das Gebiet im Uhrzeigersinn im Westen beginnend in die Distrikte
- 900 Weigelshof/Scharnhorststraße,
- 901 St. Jobst (Bad Bernecker Straße),
- 903 St. Jobst (Steinplatte),
- 904 St. Jobst (Wöhrder See)
- 902 Rechenberg.

### Straßen
- Äußere Sulzbacher Straße
- Alfons-Goppel-Straße
- Am Ostbahnhof
- Deinstraße
- Dr.-Carlo-Schmid-Straße
- Flußstraße
- Hardenbergstraße
- Jobster Steg
- Jobster Straße
- Kaeppelstraße
- Leistnerweg
- Löhnerstraße
- Ludtringstraße
- Seewiesenweg
- Walzwerkstraße
- Weigelshofer Weg
- Weißer Weg

## Geschichte
Im Jahr 1300 wurde eine „kirch zu sand Jobs“ erstmals schriftlich erwähnt. Die Straßenkapelle an der Straße nach Prag wurde in diesem Jahr zu einem Wallfahrtsort erhoben. 1308 wurde neben der Kapelle ein Siechenhaus errichtet.
Gegen Ende des 18. Jahrhunderts bestand St. Jobst aus vier Anwesen (Pfarrhaus, Totengräberhaus, 2 Schulhäuser). Das Hochgericht übte die Reichsstadt Nürnberg aus, was vom brandenburg-bayreuthischen Oberamt Baiersdorf bestritten wurde. Grundherr über sämtliche Anwesen war die Siechkobelstiftung St. Jobst.
Von 1797 bis 1810 unterstand St. Jobst dem Justiz- und Kammeramt Erlangen. Im Rahmen des Gemeindeedikts wurde der Ort dem 1813 gebildeten Steuerdistrikt Erlenstegen und der im selben Jahr gegründeten Ruralgemeinde Erlenstegen zugeordnet. Am 1. Januar 1899 wurde St. Jobst mit Erlenstegen nach Nürnberg eingemeindet.

### Baudenkmäler
In St. Jobst gibt es sechs Baudenkmäler:
- Äußere Sulzbacher Straße 58: Mietshaus
- Äußere Sulzbacher Straße 60, 62: Tafelwerk Nürnberg
- Äußere Sulzbacher Straße 130, 140: Evangelisch-lutherische Pfarrkirche St. Jobst mit Friedhof und Schulhaus
- Äußere Sulzbacher Straße 144b: Ehemaliges Pfarrhaus mit Garteneinfriedung
- Dr.-Carlo-Schmid-Straße 91: Ehemaliges Bahnhofsgebäude
- Flußstraße/Thumenberger Weg: Martersäule

### Einwohnerentwicklung
| Jahr      | 001818 | 001824 | 001836 | 001840 | 001861 | 001871 | 001885 | 001910 |
| Einwohner | 34     | 32     | 31     | 37     | 61     | 64     | 367    | 1231   |
| Häuser    | 13     | 6      | 7      | 4      |        |        | 37     |        |
| Quelle    | [ 10 ] | [ 6 ]  | [ 11 ] | [ 12 ] | [ 13 ] | [ 14 ] | [ 15 ] | [ 16 ] |

## Religion
Seit 1796 gibt es die evangelisch-lutherische Pfarrei St. Jobst. Die Katholiken sind nach Allerheiligen (Schoppershof) gepfarrt.